# Férfi rúdugrás az 1896. évi nyári olimpiai játékokon
A férfi rúdugrás egyike volt a 4 ugróversenynek az olimpiai programból. A versenyt április 10-én rendezték. A két amerikai klasszisokkal jobb teljesítményre volt képes, mint 3 hazai vetélytársuk. Ők még be sem szálltak a versenybe azokon a magasságokon, ahol a görögök már kiestek. Kettejük külön versenyét Welles Hoyt nyerte meg Albert Tylerrel szemben. Két görög atléta osztozott a bronzérmen: Evángelosz Damászkosz és Ioannis Theodoropoulos.

## Rekordok
A Nemzetközi Atlétikai Szövetség 1912 óta tartja nyilván a hivatalos világrekordot, és mivel ez volt az első olimpia, ezért olimpiai rekord sem létezett ez előtt. Ezáltal az ezen a versenyen az első ugró eredménye számít ebben a versenyszámban az első hivatalos olimpiai rekordnak, azonban jelenleg nem áll rendelkezésre olyan adat, ami szerint meg lehet állapítani, hogy milyen sorrendben ugrották a magasságokat az ugrók. Ezáltal a 2,4 és 3,2 m közti rekordok tulajdonosa ismeretlen.
Az alábbi táblázat tartalmazza a verseny során elért olimpiai rekordokat:
| Dátum       | Esemény | Versenyző         | Eredmény | OR  |
| ----------- | ------- | ----------------- | -------- | --- |
| április 10. | Döntő   | ismeretlen        | 2,4 m    | OR* |
| április 10. | Döntő   | ismeretlen        | 2,5 m    | OR* |
| április 10. | Döntő   | ismeretlen        | 2,6 m    | OR* |
| április 10. | Döntő   | ismeretlen        | 2,8 m    | OR* |
| április 10. | Döntő   | ismeretlen        | 2,9 m    | OR* |
| április 10. | Döntő   | ismeretlen        | 3,0 m    | OR* |
| április 10. | Döntő   | ismeretlen        | 3,1 m    | OR* |
| április 10. | Döntő   | ismeretlen        | 3,2 m    | OR* |
| április 10. | Döntő   | Welles Hoyt (USA) | 3,3 m    | OR  |

* A 2,4 méteres magasságon ketten, a 2,5 és 3,2 méter közötti magasságokon pedig még egy versenyző beállította a rekordot.

## Eredmények
| Helyezés | Versenyző                    | Eredmény | 2,4 m | 2,5 m | 2,6 m | 2,7 m | 2,8 m | 2,9 m | 3,0 m | 3,1 m | 3,2 m | 3,3 m | 3,4 m |
| -------- | ---------------------------- | -------- | ----- | ----- | ----- | ----- | ----- | ----- | ----- | ----- | ----- | ----- | ----- |
| Arany    | Welles Hoyt (USA)            | 3,30 m   |       |       |       |       |       |       |       |       |       |       |       |
| Ezüst    | Albert Tyler (USA)           | 3,20 m   |       |       |       |       |       |       |       |       |       |       |       |
| Bronz    | Evángelosz Damászkosz (GRE)  | 2,60 m   |       |       |       |       |       |       |       |       |       |       |       |
| Bronz    | Joánisz Theodorópulosz (GRE) | 2,60 m   |       |       |       |       |       |       |       |       |       |       |       |
| 5.       | Vasilios Xydas (GRE)         | 2,40 m   |       |       |       |       |       |       |       |       |       |       |       |

: teljesített magasság
: rontott magasság